# Elisabetta Malatesta (1407-1477)

Stemma dei Malatesta

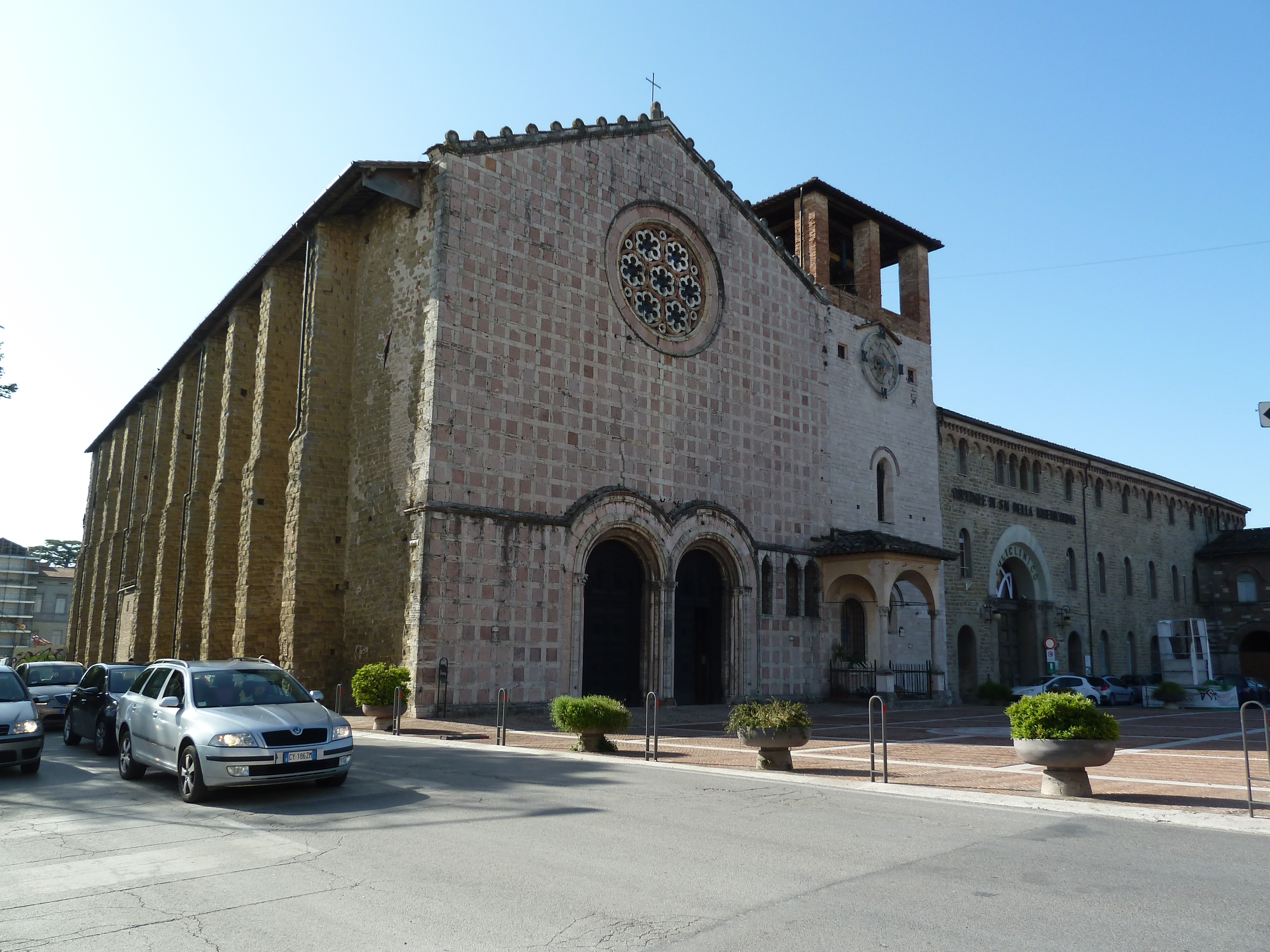
Perugia, Chiesa di Santa Maria di Monteluce

Elisabetta Malatesta (Pesaro, 1407 – 1477) è stata una nobildonna italiana, protagonista della vita politica delle Marche del XV secolo.

## Biografia
Era figlia di Galeazzo Malatesta, Signore di Pesaro, e di Battista di Montefeltro, letterata e poetessa, che educò la figlia allo studio del latino.
Sposò nel 1422 Piergentile da Varano, signore di Camerino, rimasto vittima nel 1433 di una congiura fratricida innescata anche da Giovanni Vitelleschi per il governo della città. Elisabetta fu costretta a lasciare Camerino e si ritirò nel convento di Santa Maria di Monteluce a Perugia.
Nel 1447 papa Nicola V la obbligò ad uscire, affidandole il governo di Camerino, in qualità di tutrice del figlio Rodolfo e del nipote Giulio Cesare.

## Discendenza
Elisabetta e Piergentile ebbero quattro figli:
- Francesca, monaca
- Rodolfo (?-1464), signore di Camerino
- Eufrasia, monaca
- Costanza (1428-1447), sposò Alessandro Sforza

## Ascendenza
|                                            |                                             |                                           | Genitori                                  |  |  | Nonni |  |  | Bisnonni                                 |  |  | Trisnonni                                  |  |
|                                            |                                             |                                           |                                           |  |  |       |  |  | Pandolfo II Malatesta, signore di Pesaro |  |  | Malatesta III Malatesta, signore di Pesaro |  |
|                                            |                                             |                                           |                                           |  |  |       |  |  | Pandolfo II Malatesta, signore di Pesaro |  |  | Malatesta III Malatesta, signore di Pesaro |  |
|                                            |                                             | Costanza Ondedei                          |                                           |  |  |       |  |  | Pandolfo II Malatesta, signore di Pesaro |  |  |                                            |  |
| Malatesta IV Malatesta, signore di Pesaro  |                                             |                                           |                                           |  |  |       |  |  | Pandolfo II Malatesta, signore di Pesaro |  |  |                                            |  |
|                                            |                                             | Paola Orsini                              | Bertoldo Orsini                           |  |  |       |  |  |                                          |  |  |                                            |  |
|                                            |                                             | Paola Orsini                              | Bertoldo Orsini                           |  |  |       |  |  |                                          |  |  |                                            |  |
|                                            |                                             | Paola Orsini                              | Jacopa Colonna                            |  |  |       |  |  |                                          |  |  |                                            |  |
| Galeazzo Malatesta, signore di Pesaro      |                                             | Paola Orsini                              |                                           |  |  |       |  |  |                                          |  |  |                                            |  |
|                                            |                                             | Rodolfo II da Varano, signore di Camerino | Berardo II da Varano, signore di Camerino |  |  |       |  |  |                                          |  |  |                                            |  |
|                                            |                                             | Rodolfo II da Varano, signore di Camerino | Berardo II da Varano, signore di Camerino |  |  |       |  |  |                                          |  |  |                                            |  |
|                                            |                                             | Rodolfo II da Varano, signore di Camerino | Bellafiore Brunforte                      |  |  |       |  |  |                                          |  |  |                                            |  |
| Elisabetta da Varano                       |                                             | Rodolfo II da Varano, signore di Camerino |                                           |  |  |       |  |  |                                          |  |  |                                            |  |
|                                            |                                             | Camilla Chiavelli                         | Finuccio Chiavelli                        |  |  |       |  |  |                                          |  |  |                                            |  |
|                                            |                                             | Camilla Chiavelli                         | Finuccio Chiavelli                        |  |  |       |  |  |                                          |  |  |                                            |  |
|                                            |                                             | Camilla Chiavelli                         | …                                         |  |  |       |  |  |                                          |  |  |                                            |  |
| Elisabetta Malatesta                       |                                             | Camilla Chiavelli                         |                                           |  |  |       |  |  |                                          |  |  |                                            |  |
|                                            | Federico II da Montefeltro, conte di Urbino | Nolfo da Montefeltro, conte di Urbino     |                                           |  |  |       |  |  |                                          |  |  |                                            |  |
|                                            | Federico II da Montefeltro, conte di Urbino | Nolfo da Montefeltro, conte di Urbino     |                                           |  |  |       |  |  |                                          |  |  |                                            |  |
|                                            | Federico II da Montefeltro, conte di Urbino | Margherita Gabrielli                      |                                           |  |  |       |  |  |                                          |  |  |                                            |  |
| Antonio II da Montefeltro, conte di Urbino | Federico II da Montefeltro, conte di Urbino |                                           |                                           |  |  |       |  |  |                                          |  |  |                                            |  |
|                                            |                                             | Teodora Gonzaga                           | Ugolino Gonzaga, signore di Mantova       |  |  |       |  |  |                                          |  |  |                                            |  |
|                                            |                                             | Teodora Gonzaga                           | Ugolino Gonzaga, signore di Mantova       |  |  |       |  |  |                                          |  |  |                                            |  |
|                                            |                                             | Teodora Gonzaga                           | Emilia della Gherardesca                  |  |  |       |  |  |                                          |  |  |                                            |  |
| Battista Malatesta                         |                                             | Teodora Gonzaga                           |                                           |  |  |       |  |  |                                          |  |  |                                            |  |
|                                            |                                             | Giovanni III, signore di Vico             | …                                         |  |  |       |  |  |                                          |  |  |                                            |  |
|                                            |                                             | Giovanni III, signore di Vico             | …                                         |  |  |       |  |  |                                          |  |  |                                            |  |
|                                            |                                             | Giovanni III, signore di Vico             | …                                         |  |  |       |  |  |                                          |  |  |                                            |  |
| Agnesina di Vico                           |                                             | Giovanni III, signore di Vico             |                                           |  |  |       |  |  |                                          |  |  |                                            |  |
|                                            |                                             | …                                         | …                                         |  |  |       |  |  |                                          |  |  |                                            |  |
|                                            |                                             | …                                         | …                                         |  |  |       |  |  |                                          |  |  |                                            |  |
|                                            |                                             | …                                         | …                                         |  |  |       |  |  |                                          |  |  |                                            |  |
|                                            |                                             | …                                         |                                           |  |  |       |  |  |                                          |  |  |                                            |  |